# Palopää (kulle, lat 68,65, long 26,65)
Palopää är en kulle i Finland.   Den ligger i den ekonomiska regionen Norra Lappland och landskapet Lappland, i den norra delen av landet, 900 km norr om huvudstaden Helsingfors. Toppen på Palopää är 439 meter över havet, eller 58 meter över den omgivande terrängen. Bredden vid basen är 1,1 km.
Terrängen runt Palopää är platt åt sydost, men åt nordväst är den kuperad.  Trakten runt Palopää är nära nog obefolkad, med mindre än två invånare per kvadratkilometer. Det finns inga samhällen i närheten. Omgivningarna runt Palopää är i huvudsak ett öppet busklandskap.